# Anne Gee Byrd
Anne Gee Byrd (* 5. Januar 1938 als Anne Gee in Toledo, Ohio) ist eine US-amerikanische Schauspielerin.

## Leben
Byrd studierte zunächst an der University of Toledo. Nach ihrem Bachelor-Abschluss 1958 machte sie ihren Master an der University of Michigan. 1961 heiratete sie den Schauspieler David Byrd; gemeinsam traten sie bis Ende der 1960er Jahre in Repertoiretheatern quer durch die Vereinigten Staaten auf. Nach der Geburt der gemeinsamen Tochter ließ sich das Paar in Los Angeles nieder.
Byrd war ab Mitte der 1970er Jahre in Gastrollen in zahlreichen erfolgreichen Fernsehproduktionen zu sehen, darunter Unsere kleine Farm, Remington Steele, Emergency Room – Die Notaufnahme, Monk und Law & Order: LA. Gelegentlich nahm sie auch Spielfilmrollen an, so agierte sie unter anderem in Moving – Rückwärts ins Chaos, 8mm – Acht Millimeter und Der große Trip – Wild.
Byrd, die nach eigener Aussage nie an Berühmtheit interessiert war, trat nach dem Tod ihres Ehemannes 2001 wieder auf den Theaterbühnen von Los Angeles auf und war für zahlreiche Bühnenpreise nominiert; den Los Angeles Drama Critics Circle Award gewann sie drei Mal.

## Filmografie (Auswahl)

### Fernsehen
- 1975: Unsere kleine Farm (Little House on the Prairie)
- 1978: Detektiv Rockford – Anruf genügt (The Rockford Files)
- 1981: Happy Days
- 1983: Chefarzt Dr. Westphall (St. Elsewhere)
- 1984: Remington Steele
- 1985: Cagney & Lacey
- 1990: Mord ist ihr Hobby (Murder, She Wrote)
- 1990: Wer ist hier der Boss? (Who’s the Boss?)
- 1992: Roseanne
- 1994: Emergency Room – Die Notaufnahme (ER)
- 1996: Profiler
- 1999: Beverly Hills, 90210
- 2002: Alle lieben Raymond (Everybody Loves Raymond)
- 2006: Monk
- 2008: Medium – Nichts bleibt verborgen (Medium)
- 2010: The Mentalist
- 2011: Law & Order: LA
- 2022: Navy CIS: L.A. (Folge Falsche Hilfe)
- 2023: Lucky Hank (Fernsehserie)

### Film
- 1988: Moving – Rückwärts ins Chaos (Moving)
- 1999: Das sonderbare Liebesleben der Erdlinge (The Mating Habits of the Earthbound Human)
- 1999: 8mm – Acht Millimeter (8MM)
- 2002: Boys on the Run
- 2014: Der große Trip – Wild (Wild)

## Auszeichnungen (Auswahl)
- 2010: Los Angeles Drama Critics Circle Award für Four Places
- 2011: Garland Award für Four Places
- 2011: Los Angeles Drama Critics Circle Award für All My Sons
- 2011: Los Angeles Drama Critics Circle Award für I Never Sang For My Father